# Кшемлін
Кшемлін (пол. Krzemlin) — село в Польщі, у гміні Пижиці Пижицького повіту Західнопоморського воєводства.
Населення — 812 осіб (2011).
У 1975-1998 роках село належало до Щецинського воєводства.

## Демографія
Демографічна структура станом на 31 березня 2011 року:
|          | Загалом | Допрацездатний вік | Працездатний вік | Постпрацездатний вік |
| -------- | ------- | ------------------ | ---------------- | -------------------- |
| Чоловіки | 415     | 92                 | 294              | 29                   |
| Жінки    | 397     | 104                | 221              | 72                   |
| Разом    | 812     | 196                | 515              | 101                  |